# توقيت أرمينيا

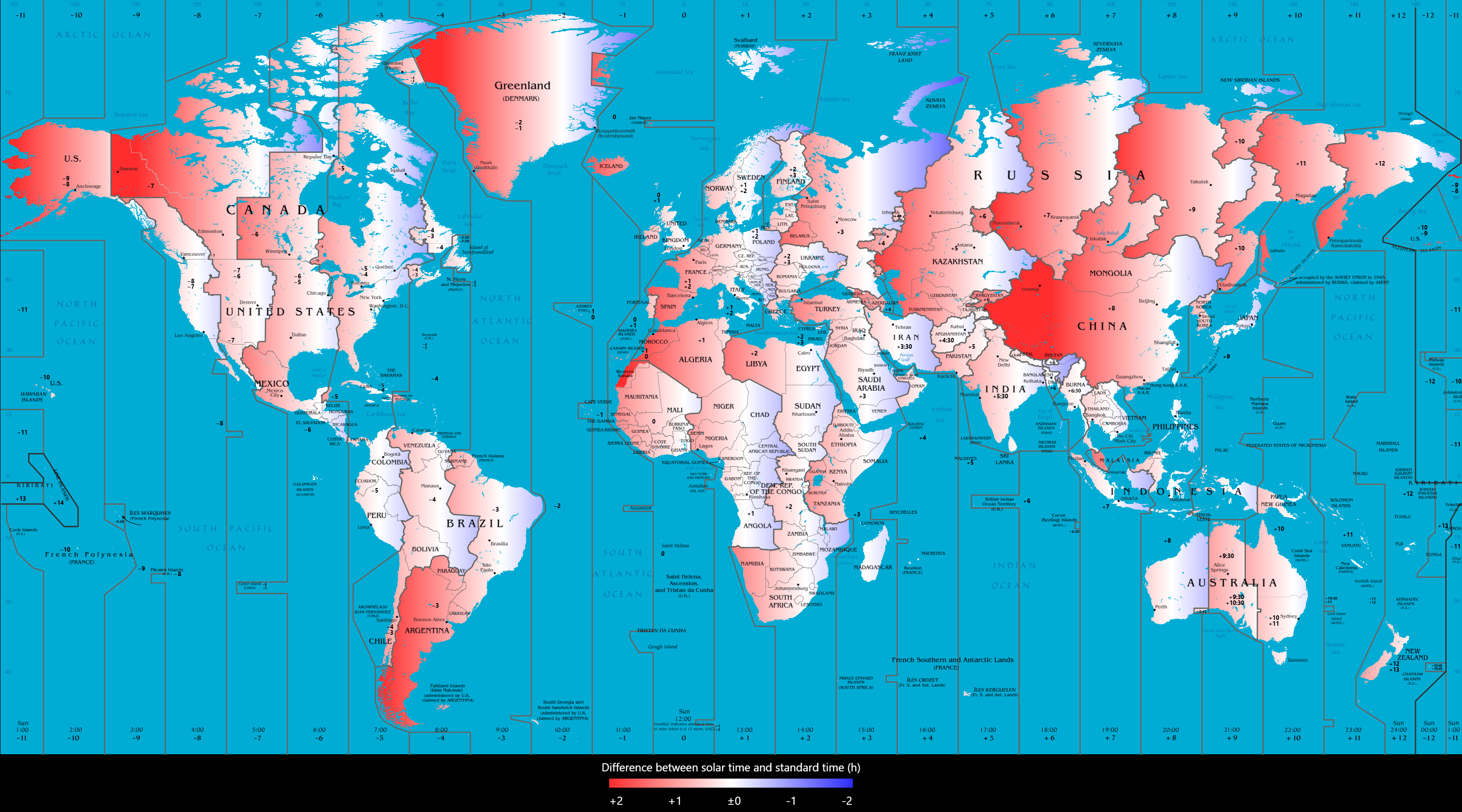

توقيت أرمينيا هو ت ع م+04:00. قامت أرمينيا بإيقاف العمل بالتوقيت الصيفي في العام 2012.